# Cântico de Ana

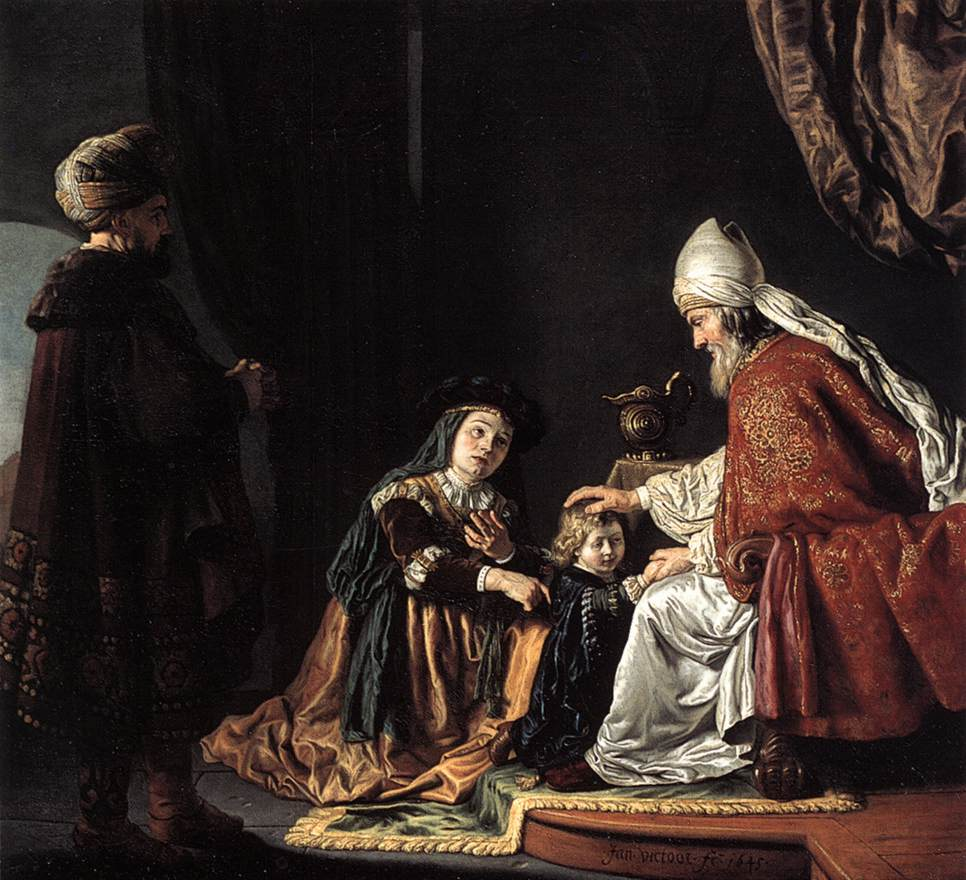
Ana entregando seu filho Samuel para o sacerdote por Jan Victors, 1645. Conforme o relato bíblico, Ana cantou seu cântico, justamente quando ela apresentou Samuel a Eli, o sacerdote.

Cântico de Ana é um poema de louvor a Deus, que interrompe a sequência de texto em prosa dos Livros de Samuel. Conforme o relato bíblico, o poema (1 Samuel 2, 1-10), foi uma oração de Ana, em gratidão a Deus pelo nascimento de seu filho, Samuel. Ele é muito semelhante ao Salmo 113.

## Conteúdos e temas
Ana louva ao Senhor Javé, reflete sobre as vitórias que Ele dá, e olha à frente o seu Rei.
Os versículos 4-5 contêm três vitórias. Stanley D. Walters observa que a primeira é a "vitória das prerrogativas masculinas", outra, a "vitória da necessidade feminina" e a terceira é "vitória de gênero neutro e universal".
Há um movimento nesse cântico, do particular para o geral. Ele começa com a gratidão própria de Ana por uma vitória local, e encerra-se com Deus, a derrota de seus inimigos, um vitória cósmica.
Por meio do tema da vitória, o Cântico de Ana funciona como introdução a todo o livro. Keil e Delitzsch argumentam que experiência de vitoria de Ana foi uma demonstração de como Deus "poderia também levantar e glorificar a sua nação inteira, que era na época tão profundamente abatida e oprimida por seus inimigos."
A referência a um rei no versículo 10 tem provocado uma discussão considerável. A. F. Kirkpatrick, comentarista bíblico, argumenta que isso não implica uma data tardia para o Cântico, uma vez que "a ideia de um rei não era completamente alheia ou nova para a mente israelita" e "em meio a prevalência da anarquia e crescente desintegração da nação, em meio a corrupção interna e externa de ataque, o desejo de um rei foi, provavelmente, tomando forma definitiva na mente popular."
Walter Brueggemann sugere que o Cântico de Ana abre caminho para o grande tema do Livro de Samuel, o "poder e a vontade do Senhor, para interferir, intervir e inverter."

## Texto

### Português
E orou Ana e disse:
"Meu coração se alegra no Senhor;
a minha força está exaltada no Senhor.
Eu sorri para os meus inimigos,
porquanto me regozijo na Tua salvação.
"Ninguém é santo como o Senhor,
pois não existe ninguém além de Ti,
nem há rocha como o nosso Deus.
"Não fales mais tão orgulhosamente;
não saia a arrogância tua boca,
porque o Senhor é o Deus do conhecimento;
e por Ele são pesadas as ações.
"Os arcos dos valentes estão quebrados, e os que tropeçaram estão vestidos de força."Os que estavam cheios, alugaram-se para pão; e os que tinham fome cessaram de ter fome; de maneira que a estéril deu à luz sete; e ela que tem muitos filhos ficou fraca.
"O Senhor mata e faz viver;
Ele trouxe para o túmulo, e traz à tona.
"O Senhor faz o pobre e faz o rico;
Ele abaixa e levanta.
"Ele levanta o pobre do pó
e levanta o mendigo, das cinzas de pilha,
para assentar entre os príncipes
e os fazer herdar o trono de glória, porque são as colunas da terra do SENHOR; o mundo sobre eles.
"Para os pilares da terra são do Senhor,
e Ele pôs sobre eles o mundo."Ele guardará os pés dos Seus santos,
mas os ímpios ficarão mudos nas trevas. Pela força o homem não prevalecerá.
"Os que contendem com o Senhor serão quebrantados em pedaços;
do céu Ele trovejará contra eles.
O Senhor julgará as extremidades da terra.
Ele dará força ao Seu rei,
e exaltará a força do Seu ungido."
(Nova Versão King James)

## Identidade das pessoas referidas no Cântico
Os 10 primeiros versículos de 1 Samuel 2 registram o Cântico de Ana em oração de ação de graças ao Senhor, por lhe ter atendido sua petição. O Cântico de Ana distingue-a entre outros personagens bíblicos. Seu Cântico é essencialmente um hino em oração, e inclui muitos temas da cultura nacional de Israel. Fertilidade e nascimento são então incluídos como de importância equivalente a outros motivos dos iraelitas.

### Samuel
Conforme alguns contribuintes da Literatura Rabínica Clássica, a primeira metade do poema era uma profecia, antevendo Samuel como profeta do Senhor, seu bisneto como músico no templo de Jerusalém , e que Senaqueribe destruiria o reino de Israel,  Nabucodonosor cairia do poder e que o cativeiro babilônico chegaria ao fim.

### David
Embora o "rei" do versículo 10 não tenha sido especificado, a bênção para o rei e para o ungido forma um claro paralelo com 2 Samuel 22, que termina com o Senhor sendo uma torre de salvação para seu rei e mostrando misericórdia a seu ungido ( 2 Samuel 22: 51).

## Uso
No Judaísmo, o Cântico de Ana é considerado o principal modelo de como orar e é lido no primeiro dia de Rosh Hashaná como haftarah.
O poema tem várias características em comum com o Magnificat de Maria, mãe de Jesus, que foi cantado nos primeiros círculos cristãos e continua a ser cantado ou dito regularmente em muitas denominações cristãs. Esses recursos comuns incluem os temas e a ordem em que aparecem. Alguns estudiosos creem que Lucas usou o Cântico de Ana como base do Magnificat. Charles Anang e outros vêem Ana como um "tipo" de Maria.  Ambas as "servas" de Deus geraram filhos através de intervenção divina que foram exclusivamente dedicados a Deus.
O Cântico de Ana é um dos sete cânticos do Antigo Testamento no Breviário romano . É usado para vésperas. 
No Lecionário Comum Revisado, que fornece as leituras da Escritura apontadas usadas pela maioria das denominações cristãs não-católicas, o Cântico de Ana é orado ou cantado como a resposta à Primeira Lição (1 Samuel 1: 4–20).